# Gnatozaur
Gnatozaur (Gnathosaurus subulatus) – pterozaur z rodziny Ctenochasmidae; jego nazwa znaczy "jaszczurza szczęka".
Żył w okresie późnej jury (ok. 150-145 mln lat temu) na terenach obecnej Europy. Długość ciała ok. 50 cm, rozpiętość skrzydeł ok. 1,7 m, masa ok. 3-5 kg. Jego szczątki znaleziono w Niemczech (w Bawarii w gminie Solnhofen).
Jego szczęka była przystosowana do filtrowania pokarmu z wody. Po znalezieniu fragmentów szczęki, myślano, że należy do krokodyla. Stąd pochodzi nazwa gnatozaura.